# The P.O.X.
The P.O.X. sind eine Psychobilly-Band aus Hannover. The P.O.X. steht für „Psychobilly Orchestra X“.

## Bandgeschichte
The P.O.X. wurde 1982 vom Sänger und Gitarrist Beaker Pox und dem Schlagzeuger Slin Pox (Nils Enghusen) als Zwei-Mann-Kombo gegründet und gehörte zur ersten Welle von Psychobilly-Bands. 1983 stieß der Gitarrist und Songwriter Carl Pox dazu, womit die Band die spätere Stammformation angenommen hatte. In Deutschland war The P.O.X. die erste Psychobilly-Band überhaupt. 1984 kam es zum Abschluss eines Plattenvertrages mit dem Label Wahnsinn Records (Hamburg) und somit zur ersten Tonträgerveröffentlichung einer deutschen Psychobilly-Band, der EP It’s So Dark.
Internationale Konzerte und weitere Plattenveröffentlichungen folgten. Im Jahre 1986 trennte sich die Band offiziell nach einer Europatournee. In den folgenden Jahren traten The P.O.X. in der Besetzung Beaker Pox, Carl Pox und Jake Pox auf einigen internationalen Psychobilly-Festivals auf, 1991 löste sich die Band dann endgültig auf. 2008 beschlossen Beaker und Carl Pox, die Band wieder aufleben zu lassen und feierten ein Comeback auf dem Psychomania Rumble-Festival in Potsdam.
Im September 2012 erschien ein neues Album mit dem Titel Insanity Is No Disgrace.

## Bedeutung für die frühe Psychobilly-Szene
The P.O.X. spielten bis auf wenige Ausnahmen ohne den in der Psychobilly-Szene üblichen Kontrabass und ersetzten diesen durch E-Bass bzw. ließen den Bass komplett weg. Mit dem Einführen einer stark verzerrten Rhythmusgitarre brachten The P.O.X. ein weiteres, 1984 im Genre noch unübliches Stilelement ein. In Verbindung mit ebenfalls atypisch verzerrtem Gesang ergab sich der charakteristische P.O.X.-Sound, der sich deutlich vom tradierten Psychobilly-Sound kontrabasslastiger Bands abgrenzte. Ab 1985 benutzten The P.O.X. auch Sampler und elektronische Klangerzeuger, was wiederum eine Innovation in der Szene darstellte. The P.O.X. erarbeiteten gemeinsam mit dem Produzenten Yak Bondy die samplebasierten Intros für die Voodoo Power-Demos und die spätere Studioproduktion. Die Arrangements der Songs lassen oft eine deutliche Trennlinie zu dem im frühen Psychobilly überwiegend eingesetzten Blues-Schema erkennen; exemplarisch sei der Song „It's so dark“ genannt, der eher wie New Wave oder früher Gothic Rock in der Art von Bauhaus komponiert und arrangiert ist, also kein klassischer „Old School“-Psychobilly. Während im heutigen Psychobilly häufig der Spaß-Aspekt in den Liedtexten und der Bühnenshow im Vordergrund steht, stellen The P.O.X. heraus, dass Psychobilly die Ausdrucksform der dunklen Seiten des Menschen ist.
Die Bühnenshows werden zur optischen Unterstützung von Musik und Text mit morbiden Requisiten, wie Tierblut oder echten Skeletten, aber auch mit Transvestitismus-Elementen à la Rocky Horror Picture Show angereichert.
The P.O.X. wird heute als Band der ersten Stunde betrachtet, die maßgeblich an der Öffnung des Psychobilly für Einflüsse anderer Musikrichtungen beteiligt war.

## Diskografie

### Studioalben
- 1985: It’s So Dark (Wahnsinn Records, EP)
- 1986: Voodoo Power (KIX4U)
- 1993: Voodoo Power & Demos (Maybe Crazy)
- 2012: Insanity Is No Disgrace (Volverine)
- 2022: Die Frühen Jahre 1985-86 (Dunkelzeit)

### Kompilationen
- 1985: Bear Family 10 Years Anniversary Festival (live)
- 1985: Psycho Attack over Europe! (Kix4U/Rockhouse Records)
- 1986: Psycho Attack over Europe! (Tonpress)
- 1986: 2nd Psycho Attack over Europe! (Kix4U/Rockhouse Records)
- 1987: 2nd Psycho Attack over Europe! (Tonpress)
- 1990: Crazy Crazy Crazy (Maybe Crazy Records)
- 1991: Psycho Attack over Europe! (Kix4U)
- 2000: Revel Without a Cause (Revel Yell Records Japan)
- 2008: Psychomania Sampler (Halb 7 Records)